# Heaven Is
Heaven Is è un singolo del gruppo musicale britannico Def Leppard del 1993, il quinto estratto dal loro quinto album Adrenalize. È stato pubblicato solo per il Regno Unito. Raggiunse la posizione numero 13 della Official Singles Chart.
Joe Elliott ha fatto riferimento ai cori del ritornello di questa canzone, definendoli come "molto alla Beach Boys", e ha detto che era la prima volta che i Def Leppard arrivavano a tanto. Ha inoltre definito lo stile del brano come "più Queen dei Queen".
Phil Collen ha dichiarato che questa canzone era in giro in cantiere già diversi anni prima di essere pubblicata e che parti di essa sono state prese dal pezzo Armageddon It.

## Video musicale
Joe Elliott ha affermato nelle raccolte Vault, Best of e Rock of Ages, che lui odia il videoclip realizzato per Heaven Is.

## Tracce
CD: Bludgeon Riffola / LEPCD9 (UK) / 864 731-2 (INT)
1. Heaven Is
2. She's Too Tough
3. Elected (Live)
4. Let's Get Rocked (Live)

Elected è stata registrata a Tilburg, Paesi Bassi, nel 1987; Let's Get Rocked è stata registrata a Bonn, Germania, nel maggio del 1992
7": Bludgeon Riffola / LEP9 (UK) / INT 864 730-7 / Special Edition Autographed Etched Disk 
1. Heaven Is
2. She's Too Tough

12": Bludgeon Riffola / LEPX 9 (UK) / INT 864 731-1 / Picture Disc 
1. Heaven Is
2. She's Too Tough
3. Let's Get Rocked (Live)